# Hilliard (Ontario)
Hilliard to gmina (ang. township) w Kanadzie, w prowincji Ontario, w dystrykcie Timiskaming.
Powierzchnia Hilliard to 91,17 km².
Według danych spisu powszechnego z roku 2001 Hilliard liczy 241 mieszkańców (2,64 os./km²).